# Моара-де-П'ятре
Моара-де-П'ятре (рум. Moara de Piatră) — село у Дрокійському районі Молдови. Утворює окрему комуну.

## Населення
За даними перепису населення 2004 року у селі проживали 1659 осіб.
Національний склад населення села:
| Національність       | Кількість осіб | Відсоток   |
| -------------------- | -------------- | ---------- |
| молдавани румуни     | 1573 8         | 94,8% 0,5% |
| українці             | 49             | 3,0%       |
| росіяни              | 20             | 1,2%       |
| гагаузи              | 1              | 0,1%       |
| інша / без відповіді | 8              | 0,5%       |
| Всього               | 1659           | 100%       |